# Annette Bopp
Annette Bopp (* 1. März 1952 in Stuttgart) ist eine deutsche Journalistin mit den Schwerpunkten Medizin und Kultur.

## Leben
Annette Bopp studierte Biologie in Hamburg, 1979 schloss sie das Studium mit dem Diplom in Fischereibiologie ab (Nebenfächer Zoologie und Mikrobiologie). Bis Anfang 1983 war sie in verschiedenen Funktionen für das Zeitarbeitsunternehmen ADIA Interim (heute: Adecco) in Hamburg tätig, zuletzt als Assistentin der Direktion für Nordeuropa bzw. des Leiters für Verkaufsförderung.
Von März 1983 bis März 1988 arbeitete sie als verantwortliche Redakteurin für das Ressort Medizin bei der Zeitschrift „das neue“ im Heinrich Bauer Verlag, Hamburg. Seit 1988 ist sie freiberuflich tätig als Journalistin für Medizin und Kultur, unter anderem für Geo, Brigitte, Brigitte Woman, Süddeutsche Zeitung, Die Zeit, Frankfurter Allgemeine Sonntagszeitung, taz, Bild der Frau, a tempo, info 3. Sie ist Autorin von über 30 Sachbüchern u. a. für die Stiftung Warentest (Handbuch Medikamente, Medikamente bei Krebs, Wechseljahre, Diabetes u. a.) sowie für den Kösel Verlag München, Verlag Antje Kunstmann München, Kiepenheuer & Witsch Köln, Rowohlt Verlag Reinbek, Thieme Verlag Stuttgart, Rüffer & Rub Zürich, Gräfe und Unzer München. Von 2004 bis 2020 war sie Chefredakteurin der Zeitschrift medizin individuell, seit 2014 verantwortet sie als Chefredakteurin das Magazin des Bürger- und Patientenvereins Gesundheit aktiv.
Seit 2005 berichtet sie als ständige Korrespondentin über Tanz und Ballett, vorwiegend aus dem norddeutschen Raum, beim Internet-Tanzmagazin tanznetz.de.
Für ihre Arbeit wurde sie mit dem 2. Journalistenpreis der Stiftung Deutsche Schlaganfall-Hilfe (1995), mit der Goldenen Feder der Deutschen Gesellschaft für Gynäkologie und Geburtshilfe (2000) und dem Sonderpreis der ARGUS-Stiftung (2009) ausgezeichnet.
Annette Bopp ist geschieden, Mutter zweier Kinder und lebt in Hamburg.

## Werke
- mit Susanne Kitchenham: Beckenbodentraining. 6. überarbeitete und aktualisierte Auflage. Trias, Stuttgart 2001.
- Von Herzinfarkt bis Schlaganfall. Risiken und Vorboten erkennen. Die Behandlung verstehen. Herzgesund leben. Stiftung Warentest, Berlin 2003
- mit Gerd Nagel, Delia Nagel: Was kann ich selbst für mich tun? Patientenkompetenz in der modernen Medizin. Rüffer & Rub, Zürich, 2005.
- Die Mistel – Heilpflanze in der Krebstherapie. Rüffer & Rub, Zürich 2006.
- Medikamente bei Krebs. Stiftung Warentest, Berlin 2008.
- mit Andreas Fried, Ursula Friedenstab (Hrsg.): Die Havelhöher Herzschule. Neue Perspektiven für Herzpatienten. Urachhaus, Stuttgart 2009.
- mit Thomas Breitkreuz: Bluthochdruck senken – Das 3-Typen-Konzept. Gräfe und Unzer, München 2009.
- mit Vera Herbst: Handbuch Medikamente: Vom Arzt verordnet – für Sie bewertet. Stiftung Warentest, Berlin 2001. 8. aktualisierte Auflage 2010.
- Wechseljahre. Den eigenen Weg finden. Stiftung Warentest, Berlin 2010.
- mit Birgit Krohmer: Der Baby-Guide fürs erste Jahr. Kösel, München, 2010.
- Handbuch Rezeptfreie Medikamente – über 1800 Mittel für Sie bewertet. Stiftung Warentest, Berlin 2002. 4. aktualisierte Auflage 2011.
- mit Genn Kameda: Unser Kind hat Krebs – was können wir tun? Urachhaus, Stuttgart 2011.
- mit Thomas Breitkreuz, Andreas Fried, Jakob Gruber: Das Herz stärken. Ganzheitliche Selbsthilfe bei Infarkt und Herzschwäche. Gräfe und Unzer, München 2011.
- mit Corinna Handt und Susanne Reiner-Leiß: Genussküche fürs Herz. Mit Fotos von Nele Braas. aethera im Verlag Freies Geistesleben, Stuttgart 2012
- mit Dorothea Mihm: Die 7 Geheimnisse guten Sterbens – Erfahrungen einer Palliativschwester. Kailash, München 2014, ISBN 978-3-424-63087-9.
- mit Dorothea Mihm: Anleitung zum guten Sterben. Für Angehörige, Pflegende und Hospizbegleiter. Goldmann, München 2015
- mit Angela Fournes: Den Tod muss man leben. Eine Bestatterin hilft – denen, die gehen, und denen, die bleiben. Ludwig, München 2018
- mit Christiane Hagemann und Michael Werner: Vitaleurythmie. Stress bewältigen, Fähigkeiten entwickeln, Gesundheit stärken. aethera im Verlag Freies Geistesleben, Stuttgart 2021

## Auszeichnungen
- 1995: 2. Journalistenpreis der Stiftung Deutsche Schlaganfall-Hilfe
- 2000: Goldene Feder der Deutschen Gesellschaft für Gynäkologie und Geburtshilfe
- 2009: Sonderpreis der ARGUS-Stiftung

## Mitgliedschaften
- Arbeitskreis Medizinpublizisten
- Kollegium der Medizinjournalisten
- Netzwerk Recherche
- Freischreiber